# 邓庭云
邓庭云，中华人民共和国政治人物、全国脱贫攻坚先进个人。

## 生平
邓庭云任郴州市纪委监委党风政风监督室副主任。因在脱贫攻坚战中作出突出贡献，2021年2月25日全国脱贫攻坚总结表彰大会上，邓庭云被授予“全国脱贫攻坚先进个人”。